# Anna Maria Carloni
Anna Maria Carloni (Appignano, 24 luglio 1955) è un'ex politica italiana, senatrice della Repubblica dal 2006 al 2013 e deputata alla Camera dal 2014 al 2018 per il Partito Democratico.

## Biografia
Nata il 24 luglio 1955 ad Appignano, nella provincia di Macerata, fin da giovane, è impegnata nelle organizzazioni politiche della sinistra, prima in quelle studentesche, poi all'Università, fra Bologna, Roma e Napoli.
Negli anni '70 interrompe gli studi universitari per dedicarsi a tempo pieno all'attività politica, che la vede principalmente impegnata nell'affermazione dei diritti delle donne e nello sviluppo di politiche per il lavoro e la formazione.
Alle elezioni amministrative del 1980 viene eletta consigliere comunale di Bologna tra le file del Partito Comunista Italiano (PCI), venendo rieletta alle amministrative del 1985, negli stessi anni ricopre ruoli dirigenti all'interno della Federazione PCI di bolognese. Successivamente, fino al 1991, lavora a Roma come dirigente presso la Direzione Nazionale del PCI-PDS.
In rappresentanza del Governo, dal 1997 al 2000, è componente del Consiglio di amministrazione della Società per l'Imprenditorialità Giovanile-IG SpA. Nell'ottobre 2000 è nominata commissaria nella "Commissione Nazionale per la Parità e Pari Opportunità per donne e uomini", istituita presso la Presidenza del Consiglio dei ministri, in rappresentanza del partito dei Democratici di Sinistra.
Nel 2000 diventa componente, come consigliera esperta, del Consiglio Nazionale dell'Economia e del Lavoro (CNEL), dove rimane fino al 2005.
Nell'agosto 2003 viene chiamata a ricoprire l'incarico di assessore al Bilancio nella Giunta Comunale di Castellammare di Stabia (NA), un'esperienza fortemente connotata da un'ampia presenza femminile. La delibera sul bilancio partecipativo, approvata sotto la sua gestione amministrativa terminata nel maggio 2004, viene riconosciuta come esempio di "buona pratica" nazionale dal Dipartimento per la funzione pubblica, dal Formez e dal Forum della Pubblica Amministrazione.
Accanto ai numerosi incarichi politici e istituzionali è molto attiva nell'associazionismo, di cui riconosce da sempre il valore democratico e solidale. Una delle esperienze più importanti in questo campo la vede fondatrice nel 1997, insieme con Franca Chiaromonte, Anna Donati, Giovanna Melandri, Albertina Soliani - tra le altre - di Emily in Italia, associazione che coinvolge le donne del centrosinistra con lo scopo di promuovere e sostenere la partecipazione femminile alla politica. Fonda nel 1998 il nucleo napoletano dell'associazione, ricoprendone il ruolo di Presidente. Emily Napoli è attiva nel sostegno alle donne impegnate e candidate nello schieramento del centrosinistra e ha presentato una propria lista tutta al femminile nelle elezioni Provinciali a Napoli del 2004, riuscendo a far eleggere una propria consigliera. . Nel 2003 è tra i fondatori, ricoprendone la carica di vicepresidente, dell'associazione Campania Start Up che promuove la creazione e lo sviluppo di realtà imprenditoriali innovative e di eccellenza, favorendo l'incontro tra idee e risorse. Dal 2001 è funzionario della Banca Popolare di Ancona.

### Impegno sindacale
Gli anni '90 segnano l'inizio del suo impegno in campo sindacale: come dirigente sindacale ricopre, nel 1992, l'incarico di componente della Commissione Nazionale per il lavoro a domicilio presso il Ministero del Lavoro e della Previdenza Sociale e fino al gennaio 1994 coordina il settore previdenza, assistenza e contrattazione area artigianato della Direzione Nazionale FILTEA-CGIL (tessile – abbigliamento - calzaturiero). Successivamente, e fino al giugno 1996, ricopre il ruolo di responsabile dell'ufficio formazione della Segreteria Regionale CGIL Campania.

### Collaborazione per le pari opportunità
Nel 1996 inizia un periodo di forte impegno e collaborazione governativa con il primo esecutivo di Romano Prodi, che per la prima volta in Italia nomina un Ministro alle Pari Opportunità, Anna Finocchiaro, e Carloni collabora con il ministro in carica alla costruzione ex novo del Dipartimento per le pari opportunità, che rappresenta lo strumento operativo per avviare nel paese efficaci politiche di parità. Inoltre, fino al novembre 1999, è responsabile dell'ufficio lavoro e formazione nell'ambito del Dipartimento, collaborando anche con il Ministro nominato dal primo governo D'Alema Laura Balbo.

### Parlamentare della Repubblica
Eletta senatrice DS nel 2006 (XV Legislatura) nel collegio Campania, è stata componente della Giunta delle elezioni e delle immunità parlamentari, della 7ª Commissione permanente (Istruzione pubblica, beni culturali), del Comitato parlamentare per i procedimenti di accusa e della Commissione parlamentare per l'infanzia. Fino al gennaio 2007 ha ricoperto il ruolo, in sostituzione del Ministro Livia Turco, di componente della 8ª Commissione permanente (Lavori pubblici, comunicazioni).
Eletta senatrice PD nel 2008 (XVI Legislatura), ricopre gli incarichi di: segretario 5ª Commissione permanente (Bilancio), componente Commissione parlamentare di inchiesta sul fenomeno degli infortuni sul lavoro con particolare riguardo alle cosiddette "morti bianche", componente Delegazione parlamentare italiana presso l'Assemblea del Consiglio d'Europa, componente Delegazione parlamentare italiana presso l'Assemblea dell'Unione dell'Europa occidentale.
Alle elezioni politiche del 2013 viene candidata alla Camera dei deputati nella circoscrizione Campania 1, dove risulta la prima dei non eletti. Il 25 giugno 2014 subentra a Montecitorio al dalemiano Massimo Paolucci, eletto europarlamentare, rimanendovi in carica fino alla fine della XVII legislatura, dove fa parte della 9ª Commissione Trasporti, poste e telecomunicazioni della Camera.
Nel 2015 fonda il movimento "Donne Meridiane", per un risveglio della coscienza femminile a Napoli e provincia.

## Vita privata
È sposata con Antonio Bassolino, anch'egli politico e deputato alla Camera, ex sindaco di Napoli e presidente della Regione Campania. In un'intervista a Il Mattino ha assicurato che il matrimonio con Bassolino l'ha solo penalizzata in politica, e alla domanda su come sarebbe stata la sua carriera politica senza quelle nozze, risponde in modo netto: «Avrei continuato a fare politica in Emilia-Romagna, sarei entrata in Parlamento prima e ora sarei già fuori per aver esaurito i mandati».